# مسجد أحمد بيغ
مسجد أحمد بيغ هو مسجد تاريخي يعود إلى عصر القاجاريون، ويقع في قزوين.